# Der Merker
A Der Merker című zenei orgánum a 20. század elején, 1909–1922 között jelent meg Ausztriában. A lap 10. évfolyamát vizsgálva (bár korábban havonta kéthetenként, de összevontan) kéthetente látott napvilágot. A kiadvány nem más, mint zenei füzetecske, mely a borító oldalán csak a cím, évszám, hónap, évfolyam, füzetszám van feltüntetve. A borító belső oldalán rendszeresen középen keretes hirdetésként egy-egy könyvajánló található. Az oldal alján viszont egységesen Der Merker (a folyóirat címe) alatt jelöli, hogy az osztrák újság zenével és színházzal foglalkozik, illetve minden hónap 1. és 15. napján jelenik meg. Továbbá a kiadó és adminisztráció (Österreichisches Verlag) bécsi elérhetősége, azaz címe – mely feltételezhetően a szerkesztőség címe is – jelezve van. A lap árát egész éves megrendelésénél, illetve egyes füzetenként is feltünteti, majd egyes kiadói jogokra is rátér.
A belső oldallal szembeni 1. oldalon – ami lényegében címlap jellegű – fent a Der Merker alatt „Der Merker werde so bestellt dass Weder Hass noch lieben das Urteil trüben das er fallt” olvasható, vagyis; „Az őrt úgy kell kiválasztani, hogy se gyűlölet, se szeretet ne homályosítsa el az ítéletét”. A hosszú feliratot alatta ismét az évfolyam, a megjelenési időpont és a füzetszám követi, majd középen a közel keretes négyzetben kiugró tartalomjegyzék tárul az olvasó elé. A tartalomjegyzékben az egyes anyagok folyamatosan sorszámozottak, tehát a következő füzet első anyagának oldalszáma az előző füzet utolsó anyagának utolsó oldalszámához illeszkedik. A tartalomjegyzékből elsősorban megállapíthatjuk, hogy a füzet első fele mindig hosszabb terjedelmű, zenével kapcsolatos tanulmányok, míg a folyóirat második felében Rundschau (Szemle) alatt rövidebb írások; kritikák, ajánlások, beszámolók, ismertetések különböző műfajokban publikálódnak.
A színházi élet, koncertek, előadások, beszámolás/tudósítás, új könyvekről, jegyzetekről szóló, és a közlemény című rovatok informálják a művelődni és szórakozni vágyó olvasót. Terjedelem tekintetében negyvenoldalas újságról beszélhetünk. Formai aspektusból vizsgálva érdekes megjelenés a tartalomjegyzékben, hogy az írás címét a szerző neve követi. Főleg a folyóirat első felében a tördelési kép igen egyszerű, valóban füzetszerű, alig fordítanak rá különösebb gondot. Egyes helyeken, a cikk elején az első betű iniciálé, azonban többségében a díszes kezdőbetű figyelmen kívül marad. Ami egységes, a címek betűnagysága, valamint a cím alatt feltüntetett szerző. A publicista neve igaz kisebb, azonban még mindig igen feltűnő. A betűhalmazt csak a címek törik meg, illetve az anyag végén megjelenő három darab üres kis négyzetecske tagolja. A második rész a Rundschau már sokkal „modernebb” megjelenésű, hiszen a kéthasábos tördelés viszonylag jól áttekinthető olvasóbarát megjelenést ad.
A hátsó borító belső és külső oldala keretes reklámokkal teli, természetesen függvénye annak, hogy az adott laphoz mennyi hirdetést tudtak szerezni. Van olyan szám, ahol a hátsó oldal üres és vannak olyanok, ahol az utolsó oldal/ak/ keretes hirdetésekkel teli. A reklámok tartalomban, minden esetben „illeszkednek” /nem profil idegenen területről vannak/ a lap profiljához, a korabeli szokásos hirdetések arculatainak stílusjegyeit kiválóan magukon hordozzák. Valószínűsíthető, hogy az orgánum finanszírozását csak részben fedezik a külső reklám bevételek, a finanszírozási költségek nagyobb részét nem ismerhetjük meg, a lap feltételezhetően mecenatúrából tartotta fenn magát. Elképzelhető, hogy a szemlében megjelenő kulturális intézmények (pl. operaház, hangversenytermek) állnak a mecenatúra mögött.
Az évek során nemcsak általános, hanem tematikus számok kiadására is sor került. Ezt igazolja a 10. évfolyam Pfitzner füzete, mely Hans Pfitzner operaszerzői munkásságát ismerteti. A lap visszatérő szerzői gárdával dolgozik. Max Graf, Theodor Helm, L. Andro a tanulmányok többségét vetik papírra, a színház és koncertkritikákat gyakran Bistron, Fleischer és Junk neve fémjelzi. A könyvajánlók és egyéb cikkek szerzői viszont alkalomszerűek, és számuk igen nagy. A beszámolókat (Berichte) mindig helyi tudósítók küldik jellemzően német nyelvterületről.
Összességében a tanulmányok változatosak, ritkán képekkel is illusztrálódnak, nem tapintható ki valamilyen kitüntetett érdeklődési irány, szerkesztési koncepció, vagy valamilyen politikai szellemi kötődés. A folyóirat elsősorban nem a zenei szakmának; a zenetudósoknak íródott, hanem a zeneszerető, koncertekre járó értelmiségi társadalmi réteget célozza meg.
Maga a folyóirat napjainkban az Fővárosi Szabó Ervin Könyvtár Zenei Gyűjteményében, illetve az Országos Széchényi Könyvtárban is fellelhető. Az Országos Széchényi Könyvtárban csak az 1911-1913 és 1917-1919 közt megjelenő hiányos kiadványok kutathatók. A kötetek elég rossz, foszlányos állapotban maradtak fenn.

## További információforrások
- Merker, Der (Der Merker: Österreichische Zeitschrift für Musik und Theater.). Schenker Documents Online. (Hozzáférés: 2009. szeptember 29.)[halott link]
- Richard Specht, Richard Batka, Julius Bittner – Cikkek a német nyelvű Wikipédiában a Der Merker alapítóiról és vezetőiről
- Marc-André Roberge (Faculté de musique, Université Laval) (1994). „The Merker”. Special Issues in German-Language Music Periodicals of the First Half of the Twentieth Century Research Chronicle. [2012. február 18-i dátummal az eredetiből archiválva]. ISSN 00804460. (Hozzáférés: 2009. szeptember 29.)
- AH/RF. Musikzeitschriften, Österreichisches Musiklexikon, Kommission für Musikforschung. Verlag der Österreichischen Akademie der Wissenschaften (2009. június 18.). ISBN 3-7001-3077-5. Hozzáférés ideje: 2009. szeptember 29.